# Университет Цзямусы
Университет Цзямусы (кит. упр. 佳木斯大学, пиньинь Jiāmùsī dàxué) — университет в городском округе Цзямусы провинции Хэйлунцзян (КНР). Основан в 1947 году, в настоящее время включает в себя 26 институтов, и является одним из самых крупных университетов провинции Хэйлунцзян.

## Факультеты и институты университета Цзямусы
- Факультет педагогического образования
- Институт естественных наук
- Институт электротехники и информатики
- Институт экономики и менеджмента
- Институт изобразительного искусства
- Институт музыки
- Институт физкультуры
- Институт стоматологии
- Инженерно-строительный институт
- Институт биологии
- Институт гуманитарных наук
- Институт инженерной механики
- Институт иностранных языков
- Институт материаловедения и инженерии
- Институт преклинической медицины
- Институт прикладных техник
- Институт реабилитации
- Клинический институт
- Химико-фармацевтический институт